# Otto Wächter
Otto Wächter, Freiherr von Wächter en 1918-1919, est un avocat autrichien, homme politique nazi et général SS, né le 8 juillet 1901 à Vienne (Autriche-Hongrie) et mort le 13 juillet 1949 à Rome (Italie).
Pendant l'occupation de la Pologne au cours de la Seconde Guerre mondiale, il est gouverneur du district de Cracovie au sein du Gouvernement général, puis du district de Galicie (aujourd'hui pour la majeure partie en Ukraine). Plus tard, en 1944, il est nommé chef de l'administration militaire allemande dans l'État fantoche de la république de Salò en Italie. Pendant les deux derniers mois de la guerre, il est responsable des forces non allemandes à l'Office central de la sécurité du Reich (RSHA) à Berlin.
En 1940, 68 000 Juifs sont expulsés de Cracovie et en 1941, le ghetto de Cracovie est créé pour les 15 000 Juifs restants, le tout sous les ordres de Wächter. Le 28 septembre 1946, le gouvernement polonais demande au gouverneur militaire de la zone d'occupation américaine en Allemagne que Wächter soit livré à la Pologne pour y être jugé pour « meurtres de masse, fusillades et exécutions. Sous son commandement du district de Galicie, plus de cent mille citoyens polonais ont perdu la vie, [...] ».
Il réussit à échapper aux autorités alliées pendant quatre ans. En 1949, Wächter est accueilli par l'évêque autrichien pro-nazi Alois Hudal au Vatican où il meurt la même année, à 48 ans.

## Biographie

### Jeunes années et activisme nazi
Otto Gustav Wächter est le troisième enfant et seul fils de Martha (née Pfob), fille du propriétaire de l'hôtel Graben dans le centre de Vienne. Son père, Joseph Wächter, est né en Bohême du Nord et a servi dans l'armée austro-hongroise. Au cours de la dernière année de la Première Guerre mondiale, Joseph Wächter est décoré de la croix de chevalier de l'ordre de Marie-Thérèse, ce qui lui vaut le titre de Freiherr (baron) et la particule « von » qu'il peut accoler à son nom « Wächter ».
Otto Wächter a passé ses premières années à Vienne avant que la famille ne déménage à Trieste sur la côte adriatique en 1908 (ville qui faisait alors partie de l’Autriche-Hongrie). Pendant toute la durée de la Première Guerre mondiale, il vit dans le Sud de la Bohême, où il obtient son baccalauréat en 1919 à České Budějovice, où la vie quotidienne est marquée par les différences nationales entre Allemands et Tchèques. Dans le même temps, de 1919 à 1922, il fait partie du Freikorps « Deutsche Wehr ».
En 1922, après la création de la Première République autrichienne, son père est nommé à deux reprises ministre de la Défense dans le cabinet d'Ignaz Seipel.
La famille revient ensuite à Vienne, où Wächter étudie le droit et rejoint diverses organisations nationales et sportives. En 1923, il passe du Freikorps « Deutsche Wehr » à la SA et devient champion d'Autriche de rame en M8+ (équipe de huit rameurs). Il obtient son doctorat en 1925 et commence à exercer la profession d'avocat en 1929. Parmi ses clients figurent des membres inculpés du parti nazi, parti qu'il a rejoint le 24 octobre 1930 (avec le no 301093). Le 11 septembre 1932, Wächter épouse Charlotte Bleckmann (née le 20 octobre 1908), fille d'un magnat de l'acier styrien.
Wächter continue à travailler pour le parti nazi à Vienne en tant qu'organisateur et défenseur des accusés nazis devant les tribunaux et joue par la suite un rôle de premier plan dans l'organisation du putsch de juillet 1934, qui échoue et mène finalement à l'assassinat du chancelier Dollfuss. Après l'échec du coup d'État, Wächter s'enfuit en Allemagne nazie. Il entre dans la SS le 1er janvier 1932[réf. nécessaire] (SS no 235368) et effectue un service militaire allemand à Freising, en Bavière. En 1935, sa citoyenneté autrichienne lui est retirée et la citoyenneté allemande lui est accordée alors qu'il complète sa formation d'avocat en Allemagne. En 1937, il commence à travailler dans les organisations d'aide aux réfugiés nazis autrichiens à Berlin.

### Secrétaire d'État dans le gouvernement nazi à Vienne
Après l’Anschluss (le rattachement de l'Autriche à l'Allemagne nazie), le 12 mars 1938, Wächter occupe le poste de commissaire d’État au sein du « ministère de la Liquidation » sous la coupe du gouverneur nazi d'Autriche, Arthur Seyss-Inquart, du 24 mai 1938 au 30 avril 1939. L'organe gouvernemental qu'il dirige, la commission Wächter, est responsable du renvoi et/ou du départ forcé de tous les responsables autrichiens qui ne se soumettent pas au régime nazi. Du fait du strict antisémitisme de l'ancienne bureaucratie autrichienne, seule une petite fraction des fonctionnaires est licenciée.

### Gouverneur de Cracovie
Après la défaite de la Pologne en septembre 1939, les Allemands créent le Gouvernement général de Pologne, dirigé par Hans Frank. Jusqu'en 1940, l’adjoint de Frank est l’Autrichien Arthur Seyss-Inquart, qui appelle Wächter auprès de lui en Pologne, où il est nommé gouverneur du district administratif de Cracovie.
Dès le début, Wächter s’avère être un administrateur efficace. Il comprend que les politiques de discrimination raciale, de force brute et de coercition privent l'Allemagne d'une aide matérielle substantielle et lui aliène de larges pans de la population locale, et préfère s'inspirer des méthodes du gouvernement austro-hongrois en place jusqu'à la Première Guerre mondiale. En tant que gouverneur de Cracovie, il est sous la supervision directe de Hans Frank et doit faire face aux actions fanatiques des SS et de la police locale.
L'arrestation, le 6 novembre 1939, de tous les enseignants de l'université Jagellonne de Cracovie et d'autres institutions universitaires et leur déportation ultérieure vers le camp de concentration de Sachsenhausen, appelée Sonderaktion Krakau entraîne une condamnation mondiale. Wächter critique publiquement l'action qui s'est déroulée à son insu et aurait tenté de libérer les universitaires Néanmoins, il est plus tard inculpé par les Polonais exilés à New York (le 16 octobre 1942) pour cette Sonderaktion.
Un mandat d'exécution contre cinquante-deux Polonais de Bochnia est délivré le 18 décembre 1939 avec la signature de Wächter, en représailles du meurtre de deux policiers viennois.
De même, en décembre 1940, un décret organisant l'expulsion des 68 000 Juifs de la ville porte également sa signature, ainsi qu'un autre décret, publié le 3 mars 1941 et ordonnant aux 15 000 Juifs restants de s'installer dans le ghetto de Cracovie nouvellement créé (« zone de résidence juive »).
Wächter, contrairement à sa femme qui fréquente souvent les Frank, essaie de garder ses distances avec la famille de son supérieur. Les Wächter vivent dans une villa pseudo-romane à Przegorzaly, sur une pente raide au-dessus de la Vistule, près de Cracovie, qui appartenait auparavant au professeur Szyszko-Bohusz, responsable de la restauration du château royal de Wawel, avant la guerre. L'atmosphère du bâtiment confisqué ne convient pas à l’épouse de Wächter, qui fait construire ce qu'elle appelle "le château de Wartenberg". Frustré par les pouvoirs réduits qui lui sont alloués, Wächter s’apprête à démissionner de son poste à Cracovie, quand il reçoit une nouvelle affectation en Galicie.

### Gouverneur de Galicie
Après l’opération Barbarossa, l'invasion allemande de l’Union soviétique lancée le 22 juin 1941, la partie orientale de l'ancienne province autrichienne de Galicie, occupée par les Soviétiques depuis leur invasion de la Pologne par l'Est en septembre 1939 à la suite du Pacte germano-soviétique, passe sous la coupe du Gouvernement général de Pologne et prend le nom de district de Galicie. Sa capitale, connue sous les noms de Lviv (en ukrainien), Lwów (en polonais) et Lemberg (en allemand), était avant 1918 — après Vienne, Budapest et Prague — la plus grande ville de l'Empire austro-hongrois, où Polonais, Ukrainiens et Juifs vivaient ensemble depuis des siècles. Le premier gouverneur allemand du district est Karl Lasch en 1941, un ami intime de Frank, mais il est arrêté et fusillé sur ordre du Reichsführer-SS Heinrich Himmler pour implication notoire dans le marché noir. Wächter est choisi par Hitler pour lui succéder car il est considéré comme étant « le meilleur homme sur place » ; sa nomination au poste de gouverneur du district est officielle le 22 janvier 1943.
Fin 1942, avant de prendre son poste en Pologne orientale, Wächter s'était rendu dans le Reichskommissariat Ukraine voisin (Ukraine de l'Est) pour observer les effets de l'application du principe nazi des Untermenschen (« sous-hommes ») par le commissaire du Reich en Ukraine Erich Koch, et ses politiques de répression et de soumission. À son retour en décembre 1942, Wächter avait adressé une lettre secrète de dix pages à Martin Bormann, le secrétaire particulier du Führer, critiquant les graves erreurs commises dans le traitement des Ukrainiens.
Ainsi la première rencontre officielle de Wächter à sa prise de poste est pour l'influent et respecté métropolite grec-catholique, André Sheptytsky. Avec son aide, Wächter s'efforce de promouvoir une plus grande coopération entre les occupants allemands et les différents éléments ethniques du district de Galicie. Comme conséquence immédiate, il se trouve en conflit avec le SS-Obergruppenführer Friedrich-Wilhelm Krüger, le chef supérieur de la SS et de la Police dans le Gouvernement général et l'exécuteur des programmes de réinstallation à grande échelle. Lors d'une réunion à Cracovie le 17 février, Wächter s'oppose publiquement au projet de « germanisation » de la ville de Lemberg, lequel aurait entraîné l'expulsion de toute sa population, ceci dans les termes suivants : « Une colonisation allemande de l'Est pendant la guerre provoquerait l'effondrement de la production ».
L'opposition persistante de Wächter à la politique de Krüger conduit à un certain nombre de confrontations ouvertes. Pour éviter d'autres altercations, Himmler offre à Wächter la possibilité de déménager à Vienne, ce qu'il refuse. En tant que gouverneur de Galicie, tout en demeurant fermement convaincu du principe « l'Allemagne d'abord », son administration prend des initiatives destinées à répondre à certaines demandes de la population. Dans le but de favoriser ses propres options politiques, il lui arrive souvent d'user de son influence et de ses connaissances pour contourner le gouverneur général Hans Frank, notamment en exploitant les relations tendues entre Frank et Himmler. Wächter choisit consciemment des hommes aux opinions libérales pour les postes clés de son administration, notamment les chefs de département Otto Bauer et le Dr Ludwig Losacker, qu'il consulte régulièrement avant toute décision importante.
Alors qu'il est gouverneur de Galicie, Wächter envisage de créer une division de la Waffen-SS, recrutée parmi la population ukrainienne de Galicie, pour lutter contre les bolcheviks qu'elle haïssait et qu'elle ne souhaitait pas voir revenir. Wächter soumet la proposition à Himmler le 1er mars 1943, un mois après la désastreuse défaite allemande à Stalingrad, et, le 28 avril, la division SS « Galizien » est officiellement créée.

### La fin de la guerre
L'ensemble du district de Galicie ayant été reconquis par l'Armée rouge le 26 juillet 1944, Wächter cherche à quitter toute fonction au sein du Gouvernement général en envisageant un poste dans la Waffen-SS. En réponse, le Reichsführer-SS Himmler accepte de le muter mais lui propose le poste de « chef de l'administration militaire du commandant général de la Wehrmacht en Italie » (bevollmächtigten General der deutschen Wehrmacht), le SS-Obergruppenführer Karl Wolff, lui-même ayant précédemment été chef de l'état-major personnel de Himmler.
Himmler estime en effet que Wächter serait « d'une immense utilité dans ce domaine tout aussi intéressant et difficile ». À sa prise de poste, Wächter s'installe à Gardone sur le lac de Garde, dans les Alpes italiennes.
Alors que la situation allemande sur le front s'aggrave de jour en jour, les autorités nazies, dans une vaine tentative de reprendre l'initiative militaire, sont de plus en plus désespérées et cherchent à exploiter les mouvements anti-bolcheviks d'Europe de l'Est. Ainsi, le 30 janvier 1945, Himmler nomme Wächter au RSHA à Berlin, qui cherche à utiliser et à combiner l'Armée de libération russe du général Andreï Vlassov et l’Armée nationale ukrainienne nouvellement formée (qui comprend la 1re division ukrainienne — précédemment 14e division SS « Galizien » — dont il avait été l'initiateur).
Le concept « fédéraliste » de Vlassov, qui exige la subordination de toutes les autres nationalités de l'ex-Union soviétique à son commandement général, s'avère être un obstacle insurmontable pour Wächter, qui ne peut réaliser l'unification de Vlasov et des Ukrainiens séparatistes. Néanmoins, Wächter redoubla d'efforts avec les Ukrainiens qu'il rejoint le 7 avril 1945 en Carinthie. Le 8 mai 1945, Wächter informe le général Chandrouk de la reddition inconditionnelle du Reich allemand.

### Après-guerre et mort
Après la capitulation allemande, Wächter reste avec l'état-major de la 1re division de l'Armée nationale ukrainienne jusqu'au 10 mai. Il les quitta près de Tamsweg, dans le district montagneux de Salzbourg, pour éviter d'être fait prisonnier et d'être inévitablement extradé vers l'Union soviétique. Avec un jeune membre de la 24e division Waffen-Gebirgs-(Karstjäger-) de la Waffen-SS, il s'est caché avec succès pendant quatre ans, soutenu par son épouse qui a fourni aux deux hommes de la nourriture et de l'équipement provenant de points de ramassage secrets. Au printemps 1949, Wächter traversa la frontière du Tyrol du Sud en Italie où il rencontra sa femme et ses enfants aînés pour la dernière fois. Il séjourne à Bolzano.
Le 24 avril 1949, il arrive à Rome où, par l'intermédiaire de l'évêque pronazi Alois Hudal, recteur du Collège teutonique de Santa Maria dell'Anima, il trouve, sous le nom d'Alfredo Reinhardt, un logement rudimentaire dans l'institut clérical Vigna Pia à la périphérie sud de Rome. Il est également en contact avec Hartmann Lauterbacher, un des fondateurs des Jeunesses hitlériennes.
En juin 1949, il participe à un film italien, jouant le rôle d'un acteur et était en train de recueillir des informations sur un vol vers l'Amérique du Sud. À la suite de sa baignade matinale quotidienne dans le Tibre pollué, il est atteint d'une jaunisse le 3 juillet. Le 9 juillet, il est conduit à l'hôpital Santo Spirito, près du Vatican, où Wächter révéle sa véritable identité. Il reçoit les derniers sacrements de Hudal dans la soirée du 13 juillet et meurt le lendemain matin. Il est probablement mort de la leptospirose.

## Wächter et la division SS «Galicie»
En 1943, Wächter eut l'idée de créer une division Waffen-SS composée d'Ukrainiens. La division fut organisée dans le cadre d'un programme de création de formations étrangères (estoniennes, lettones, etc.) des Waffen-SS pour combattre avec les Allemands sur le front soviétique. Wachter proposa son idée à Heinrich Himmler le 1er mars 1943 et voulait les nommer Division Ukraine,. Wächter réussit à créer la division, mais celle-ci fut appelée « Division Galizien ». La création de la 14e division SS Galicie fut annoncée le 28 avril 1943 lors de cérémonies dans toute la Galicie. Wächter nomma le commandement de la Division Galizien et entretenait avec lui de bonnes relations. En 1945, il était le commandant en chef de toutes les divisions Waffen-SS composées de non-Allemands.
En organisant la division « Galicie », Wächter a travaillé en étroite collaboration avec le chef du Comité central ukrainien à Cracovie, Volodymyr Kubijovyč. Kubijovyč a soutenu la formation de la division, la considérant comme une force armée ukrainienne et la pensant comme le noyau de la future armée nationale.
En mars 1945, le gouvernement allemand annonça la formation de l'Armée nationale ukrainienne. Wächter réussit à obtenir la nomination du général Pavlo Chandrouk, ancien officier de l'armée polonaise, au poste de commandant de l'armée nationale ukrainienne. Le 25 avril 1945, la Waffen-SS Galizien sera officiellement réorganisée en première division de l'armée nationale ukrainienne, et prêtera un nouveau serment de loyauté au peuple ukrainien.
Bien que l'Ukraine reste divisée sur l'héritage de la Seconde Guerre mondiale, les nationalistes, les extrémistes de droite et les néonazis continuent d'honorer l'héroïsme des Waffen-SS Galizien par des célébrations annuelles.

## Une responsabilité controversée
Bien qu'il ait été l'un des principaux auteurs de l'Holocauste et l'un des chefs de file de la campagne d'extermination des Juifs, le fils de Wächter, Horst, affirme que son père était « un bon Nazi ». Horst est apparu dans un épisode de la série télévisée de PBS, Independent Lens, intitulé « My Nazi Legacy : What Our Fathers Did », et a également été interviewé par de multiples sources d'information afin de tenter de changer l'héritage de son père. Horst affirme que son père " était contre l'idéologie raciale de mettre d'autres races au-dessous des Allemands aryens " et soutient qu'il n'a jamais fait de discours antisémite. Horst croit que son père « était un rouage peu disposé de la machine à tuer nazie » et « fut condamné et assassiné pour quelque chose qu'il n'avait lui-même ni prévu ni exécuté ».
Des preuves réfutent les affirmations de Horst . Chez lui , des albums de photos de familles montrent Otto Wächter avec Adolf Hitler, Heinrich Himmler, Hans Frank et Joseph Goebbels, et l'on trouve un livre avec l'inscription « Avec mes meilleurs vœux pour votre anniversaire, -H. Himmler, 8 juillet 1944. » Ces souvenirs personnels de Wächter le placent bien au cœur des opérations nazies.
Des documents nazis détaillent son implication dans l'établissement des ghettos, ainsi que dans la solution finale. Le nom de Wächter apparaît sur l'ordre d'établir le ghetto de Cracovie, où de nombreux habitants périrent, et le reste fut finalement liquidé dans le cadre de l'opération Reinhard. Wächter dirigeait également les systèmes de transport, qui transportaient les trains de Juifs jusqu'à leur mort sous sa direction. Le ministère de la Justice des États-Unis détient également des documents accusant Wächter. L'un, signé le 13 mars 1942 par Wächter, était un ordre visant à restreindre l'emploi des Juifs dans toute la Galicie. Le ministère de la Justice tient également un document de Heinrich Himmler à Wilhelm Stuckart, ministre de l'Intérieur du Reich à Berlin, sur l'avenir de Wächter, daté du 25 août 1942. Il décrit comment Himmler était récemment à Lemberg et demande à Wächter si celui-ci voudrait être transféré à Vienne. Wächter répondit à Himmler qu'il ne voulait pas aller à Vienne. Ce document implique que Wächter voulait volontairement rester à Lemberg pour la mise en œuvre de l'opération Reinhard et réfute directement l'affirmation de Horst selon laquelle son père "n'avait aucune chance de quitter le système".
Alors que Wächter était gouverneur de Galicie, il a supervisé la mise en œuvre de la solution finale. Après la mort de 75 000 Juifs au cours du premier mois de l'opération Reinhard, Hans Frank prononça un discours au Parlement de Galicie dans lequel il louait le travail de Wächter pour "faire de Lemberg une ville fière". Bien que ces actions eussent presque certainement conduit à accuser Wächter de responsabilité de commandement, Wächter ne fut pas directement responsable de cette opération, car il faisait partie du gouvernement civil. La double administration allemande dans le gouvernement général signifiait qu'il ne contrôlait ni les SS ni la police ; ces affaires à Lemberg étaient sous le contrôle de Fritz Katzmann. Bien qu'il eût probablement travaillé étroitement avec les SS pour mener les opérations, il ne faisait pas directement partie du groupe qui les exécutait.
En ce qui concerne la responsabilité directe, le chasseur de nazi Simon Wiesenthal affirme dans son livre "The Murderers Among Us", que Wächter a personnellement supervisé le transport de quatre mille Juifs vers des camps d'extermination et a été responsable du meurtre d'au moins 800 000 Juifs. Plus précisément, Wiesenthal affirme également avoir vu Otto Wächter à Lemberg le 15 août 1942, pendant que sa mère et d'autres Juifs étaient chargés dans un train pour être tués. Cependant, Horst possède une lettre écrite par son père pour sa mère à cette date, d'une réunion de parti à Cracovie. Horst croit que Wiesenthal aurait pu confondre son père avec Fritz Katzmann, puisque selon la lettre, Wächter n'était pas à Lemberg le 15 août. Philippe Sands dans son livre "La filière" penche également pour une culpabilité de Otto Wächter.
Le 28 septembre 1946, le gouvernement polonais envoya un document au gouverneur militaire de la zone américaine de l'Allemagne demandant "que Wächter soit livré en Pologne pour y être jugé pour « Meurtres de masse, fusillades et exécutions. Sous son commandement du district de Galicie, plus de cent mille citoyens polonais ont perdu la vie, [...]. »
En raison de la mort de Otto Wächter à l'Hôpital Santo Spirito de Rome en 1949, il n'a jamais été jugé en Pologne. L'étendue de son implication criminelle dans la solution finale n'a jamais été portée devant un tribunal.